# Mariana Ríos (actriz mexicana)
Irma Mariana Ríos Franco (Aguascalientes, Aguascalientes; 27 de julio de 1977) es una modelo y actriz mexicana.
Fue elegida como "Señorita México en 2000" y más tarde representó a  México en el certamen "Miss Internacional 2001", tras lo cual decidió mudarse la Ciudad de México para estudiar en el Centro de Educación Artística de Televisa, gracias a lo cual obtuvo sus primeras oportunidades de incursionar en el mundo de la actuación en programas como "Mujer, casos de la vida real" y "Cero en Conducta" entre otros.

## Telenovelas
- Que bonito amor (2012) .... Ana López
- Triunfo del amor (2010-2011) .... María Magdalena
- Mañana es para siempre (2008-2009) .... Martina Tinoco
- Destilando amor (2007) .... Sanjuana Escajadillo
- Duelo de pasiones (2006) .... Aída Cortés
- Contra viento y marea
- La madrastra (2005) .... Guadalupe "Lupita" Montes

## Serie de televisión
- La Rosa de Guadalupe
- El Chiste de ser Feliz - Roberta
- Volver a Verte - Gina
- ¡Que madre tan padre!  (2006) - Nueva secretaria de Mike Well
- Los héroes del norte
- Cero en conducta - Rosita Mariana
- Mujer Coqueta (2007) ....